# Izad Khvast

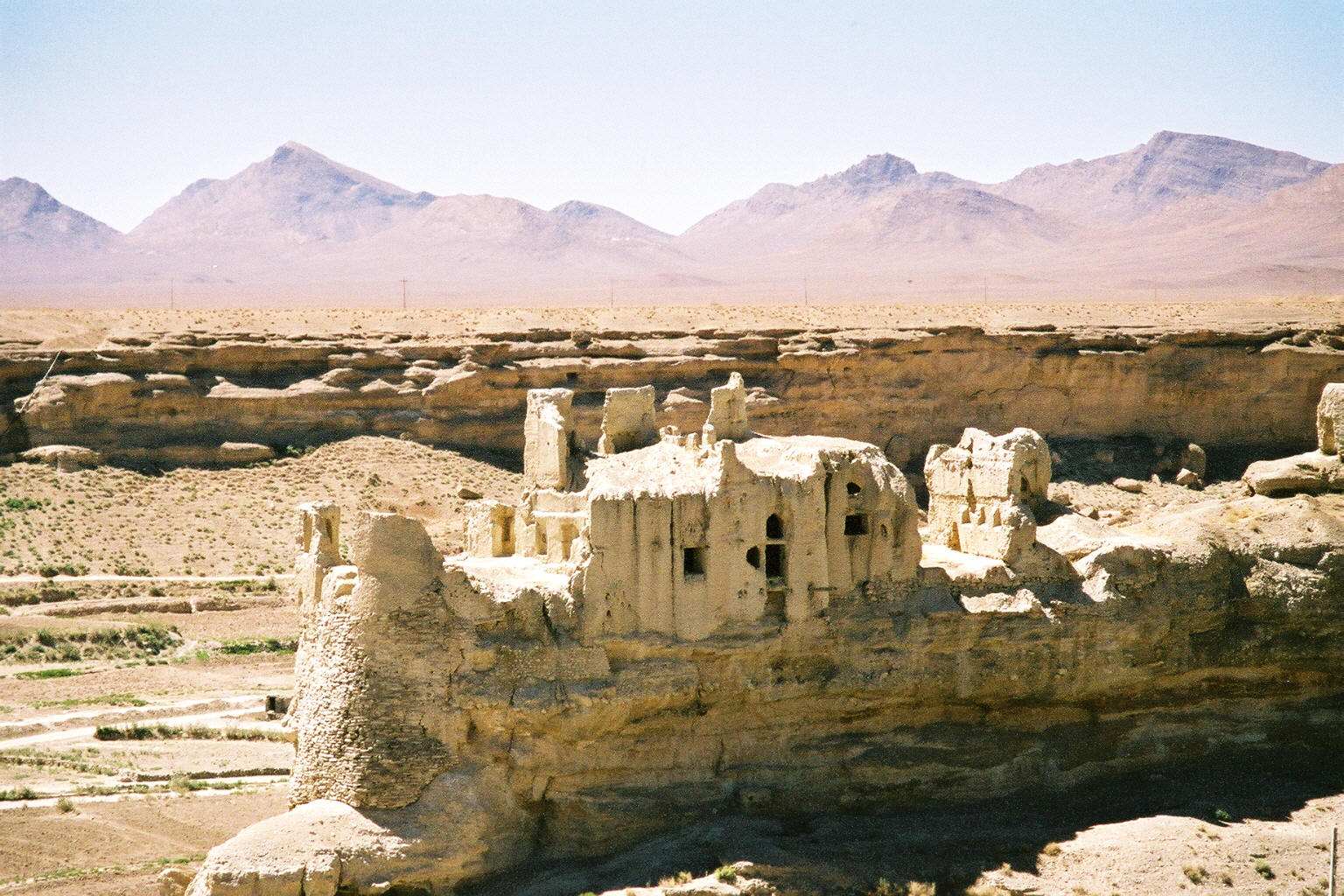
Rovine sasanidi

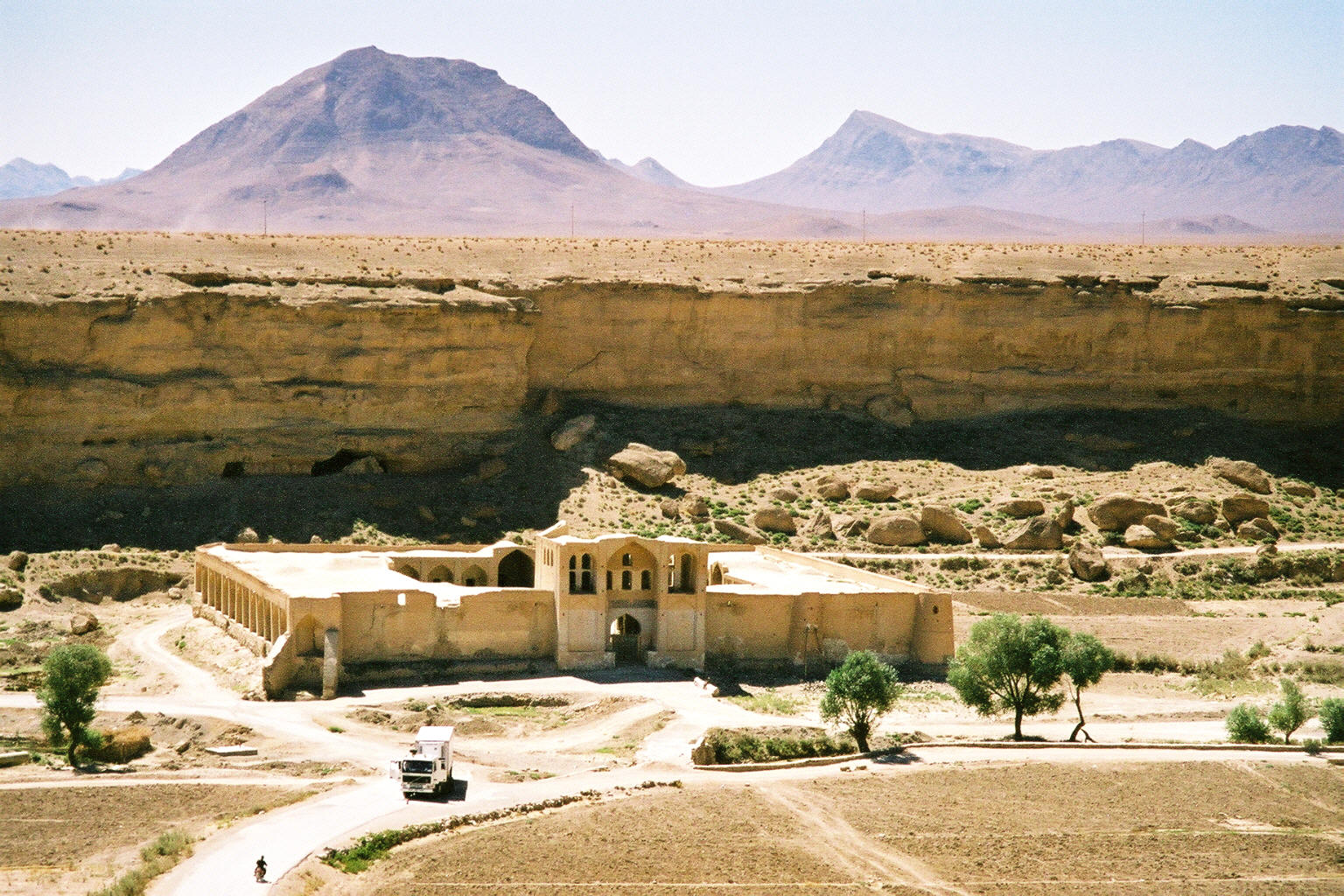
Il caravanserraglio di Izadkhast

Īzad Khvāst o Izadkhast (farsi ایزدخواست) è una città dello shahrestān di Abadeh, circoscrizione Centrale, nella provincia di Fars. Aveva, nel 2006, una popolazione di 7.366 abitanti. 
Il "Complesso di Izadkhast", che consiste in un castello, un caravanserraglio e un ponte del periodo safavide è stato inserito nel 2007 nella lista provvisoria del Patrimonio dell'umanità dell'UNESCO nella categoria culturale. La struttura del castello è particolarmente interessante per la fusione di diversi stili che vanno dal periodo sasanide al qajar.